# Pseuduvaria macrophylla
Pseuduvaria macrophylla là loài thực vật có hoa thuộc họ Na. Loài này được Daniel Oliver miêu tả khoa học đầu tiên năm 1887 dưới danh pháp Mitrephora macrophylla. Năm 1915 Elmer Drew Merrill chuyển nó sang chi Pseuduvaria.

## Phân bố
Loài này có trong khu vực từ Thái Lan qua Malaysia bán đảo cho tới đảo Sumatra.